# (32701) 1353 T-2
1353 T-2 (asteroide 32701) é um asteroide da cintura principal. Possui uma excentricidade de 0.11784560 e uma inclinação de 0.80733º.
Este asteroide foi descoberto no dia 29 de setembro de 1973 por Cornelis Johannes van Houten e Ingrid van Houten-Groeneveld e Tom Gehrels em Palomar.